# 和歌山県道147号八軒家鳴神線
和歌山県道147号八軒家鳴神線（わかやまけんどう147ごう はっけんやなるかみせん）は、和歌山県和歌山市を通る一般県道である。

## 概要
和歌山市出島から和歌山市鳴神に至る。
全線にかけて、道が狭い。さらに自転車と徒歩者の通行が多いため、自動車で運転する時には注意する必要がある。
本路線の周辺には農地や民家があるので生活道路として地元住民が利用している。

### 路線データ
- 起点：和歌山市出島（国道24号交点）
- 終点：和歌山市鳴神（花山交差点、国道24号和歌山バイパス・和歌山県道143号井ノ口秋月線交点）
- 実延長：1.895 km

## 路線状況

### 道路施設

#### 橋梁
- 鳴神橋（大門川、和歌山市）

## 地理

### 通過する自治体
- 和歌山県
  - 和歌山市

### 交差する道路
| 交差する道路                                          | 交差する場所 | 交差する場所      |
| ----------------------------------------------------- | ------------ | ----------------- |
| 国道24号                                              | 出島         | 起点              |
| 国道24号 / 和歌山バイパス 和歌山県道143号井ノ口秋月線 | 鳴神         | 花山交差点 / 終点 |

### 沿線
- E42 阪和自動車道 21 和歌山IC